# آفتاب گرگ و میش (فیلم)
آفتاب گرگ و میش فیلمی به کارگردانی محسن دانشور بیری است که با موضوع خشکسالی و مهاجرت در شهر شیراز ساخته شده‌است. این فیلم در بهمن ماه ۱۴۰۲ در گروه سینمایی هنرو تجربه، به نمایش در آمد.
این فیلم برای اولین بار در جشنوارهٔ جنبی فیلم فجر استان فارس رونمایی و با استقبال تماشاگران روبرو شد.
همچنین در بهمن‌ماه ۱۴۰۲ در گروه هنرو تجربه در سینماهای ایران به نمایش درآمد.

## خلاصه داستان
روایتی از زندگی روزمره جوانی روستایی به نام هرمز خیری که به دلیل خشکسالی و بیکاری مجبور به مهاجرت 
اجباری از روستا به شهر می شود تا بتواند زندگی آرام و بی دغدغه ای را شروع کند اما در شهر
اتفاقاتی برایش می افتد ...

## سایر عوامل
- سرمایه‌گذار: لیلا اشرفی / محسن دانشور بیری
- جانشین تهیه: ایرج جمشیدپور
- صدابردار:مجتبی عزت حقیقی
- طراح صحنه و لباس: محمد ناصریراد
- منشی صحنه: فائزه کریمی
- دستیار کارگردان: محمد رضا محبی
- برنامه‌ریز: قاسمعلی عابدی
- طراح پوستر: پروانه دُرّی
- عکاس: محمد حسین فلاح زاده

## سایر بازیگران
- آوا فرمانی
- مریم الله وردی
- پریسا دُرافشان
- هادی دهقان
- فلما معلمی
- محسن نگهداری
- محمدرضا اسمعیل بیگ

## جوایز و افتخارات
- جایزه بهترین فیلمنامه از نخستین دوره جشنواره فیلم میراث فرهنگی یزد[۷]
- منتخب هشتمین دوره جشنواره بین‌المللی فیلم شهر[۸]
- منتخب نخستین دوره جشنواره بین‌المللی فیلم ایثار[۹]
- منتخب سیزدهمین دوره جشنواره بین‌المللی فیلم‌های ورزشی ایران[۱۰]
- منتخب نخستین دوره جشنواره ملی فیلم اقوام ایرانی/اردیبهشت ۱۴۰۳
- برنده ی جایزه ی لوح تقدیر بهترین بازیگری مرد از نخستین جشنواره ملی فیلم های ایرانی/ اردیبهشت ۱۴۰۳